# Jim Marshall (Unternehmer)

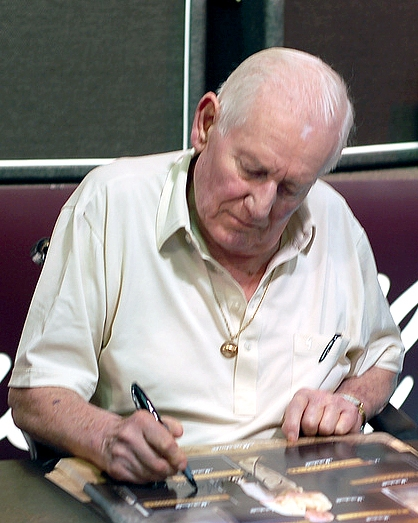
Marshall beim Signieren (2007)

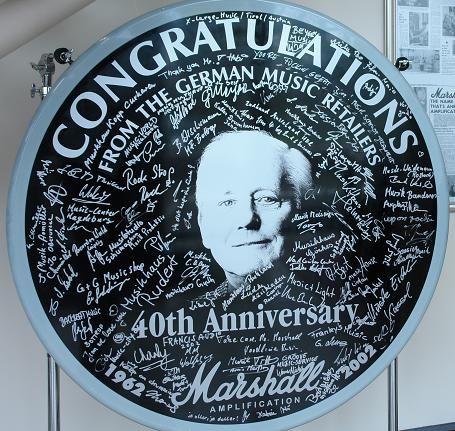
Geschenktafel zum 40. Firmenjubiläum

James Charles „Jim“ Marshall, OBE, (* 29. Juli 1923 in Kensington, London; † 5. April 2012) war ein britischer Pionier im Bereich der Gitarrenverstärker und bekannt als  The Father of Loud oder The Lord of Loud.

## Leben
Als Kind litt Marshall an Knochentuberkulose und war als Jugendlicher gezwungen, zur Unterstützung der Familie arbeiten zu gehen. Gleichzeitig war er nebenbei bereits als Musiker, vornehmlich Schlagzeuger, tätig. Marshall wurde während des Zweiten Weltkriegs ausgemustert und arbeitete in einem Elektronikunternehmen für Rüstungsgüter. Während dieser Zeit brachte er sich selbst Elektrotechnik bei und wurde so sogar zum Chefelektroniker des Unternehmens. Nach dem Zweiten Weltkrieg gab er Schlagzeugunterricht und gründete mit den Einnahmen 1960 ein kleines Musikgeschäft in Hanwell. Als seine Ladenkunden (wie zum Beispiel Ritchie Blackmore und Pete Townshend) nach einem Verstärker mit bestimmten Eigenschaften fragten, fing er mit seinem Angestellten Dudley Craven an, diesen neuen Verstärker zu produzieren. Das führte 1962 zur Gründung von Marshall Amplification. Aus der kleinen Manufaktur entwickelte sich eine der bekanntesten Firmen für Gitarrenverstärker der Welt. Marshall starb mit 88 Jahren in einem Hospiz in London an Krebs.

## Auszeichnungen
1984 und 1992 zeichnete Queen Elisabeth II. die Firma Jim Marshall Products Limited mit der Auszeichnung The Queens Award For Export Achievement aus. 2002 überreichte die Vereinigung des Deutschen Musikhandels Jim Marshall eine Ehrentafel anlässlich des 40. Firmenjubiläums. Das College of Music in den USA verlieh ihm den Ehrendoktor. Im Jahr 2004 erhob ihn Königin Elisabeth II. zum Offizier des Order of the British Empire. 2009 bekam Marshall die Freedom of the Borough of Milton Keynes verliehen.